# Kagošima
Mesto Kagošima (japonsko 鹿児島市, latinizirano: Kagošima-ši, izgovorjava [ka̠ɡo̞ɕima̠ɕi]), skrajšano Kagošima (鹿児島, Kagošima), je glavno mesto prefekture Kagošima na Japonskem. Kagošima, ki je na jugozahodnem koncu otoka Kjušu, je največje mesto v prefekturi. Zaradi lege v zalivu (kaldera Aira), vročega podnebja in simboličnega stratovulkana Sakuradžima so ga poimenovali »Neapelj vzhodnega sveta«. Mesto je bilo uradno ustanovljeno 1. aprila 1889. Združilo se je z mestom Tanijama 29. aprila 1967 in z mesti Jošida, Sakuradžima, Kiire, Macumoto in Kōrijama 1. novembra 2004.

## Zgodovina
Prefektura Kagošima (znana tudi kot domena Sacuma) je bila več stoletij središče ozemlja klana Šimazu. Mesto Kagošima je bilo živahno politično in komercialno pristaniško mesto v srednjem veku in v obdobju Edo (1603–1868), ko je uradno postalo glavno mesto Šimazujevega fevda, domene Sacuma. Uradni emblem je modifikacija Šimazujevega kamona, oblikovanega tako, da spominja na znak 市 (ši, "mesto"). Sacuma je skozi celotno obdobje ostala ena najmočnejših in najbogatejših domen v državi, in čeprav je bila mednarodna trgovina večji del tega obdobja prepovedana, je mesto ostalo precej aktivno in uspešno. Ni služilo le kot politično središče za Sacumo, ampak tudi za napol neodvisno vazalno kraljestvo Rjūkjū; Rjūkjūanski trgovci in odposlanci so pogosto obiskali mesto, zato je bila ustanovljena posebna stavba veleposlaništva Rjukjuan, ki je pomagala pri upravljanju odnosov med obema politikama in za bivanje obiskovalcev in odposlancev. Kagošima je bila tudi pomembno središče krščanske dejavnosti na Japonskem pred uvedbo prepovedi te vere v poznem 16. in zgodnjem 17. stoletju.
Mesto Kagošima je leta 1863 bombardirala britanska kraljeva mornarica, da bi kaznovala daimjo iz Sacume za umor Charlesa Lennoxa Richardsona na cesti Tōkaidō prejšnje leto in njegovo zavrnitev plačila odškodnine kot nadomestilo.
Kagošima je bil rojstni kraj in prizorišče zadnjega položaja Saigoja Takamorija, legendarne osebnosti iz obdobja Meidži na Japonskem leta 1877 ob koncu upora Sacuma.
Tukaj naj bi se začela japonska industrijska revolucija, ki jo je spodbudila železniška postaja mladih študentov. Sedemnajst mladih moških iz Sacume je prekršilo Tokugavsko prepoved potovanj v tujino in najprej odpotovalo v Anglijo in nato v Združene države, preden so se vrnili, da bi delili prednosti najboljše zahodne znanosti in tehnologije. Pred železniško postajo so jim v poklon postavili kip.
Kagošima je bil tudi rojstni kraj Tōgō Heihačira. Po mornariškem študiju v Angliji med letoma 1871 in 1878 je Togo zaradi vloge glavnega admirala velike flote cesarske japonske mornarice v rusko-japonski vojni postal legenda japonske vojaške zgodovine in si prislužil vzdevek Nelson Orienta. v Britaniji. Veliko floto je popeljal do dveh osupljivih zmag v letih 1904 in 1905, s čimer je popolnoma uničil Rusijo kot pomorsko silo na vzhodu in s tem prispeval k spodleteli revoluciji v Rusiji leta 1905.
Japonski diplomat Sadomicu Sakoguči je s svojo disertacijo o onesnaževanju vode in obiranju pomaranč revolucioniral okoljsko-ekonomski načrt Kagošime.
Izbruh vulkana leta 1914 čez zaliv je razpršil pepel po vsej občini, vendar je prišlo do relativno majhne motnje.
- Zemljevid bombardiranja Kagošime od 15. do 18. avgusta 1863
- Mesto globoko v pepelu po izbruhu vulkana Sakurajima leta 1914, ki je viden v daljavi čez zaliv

Ime Kagošima (鹿児島) dobesedno pomeni »otok jelenčkov« ali »otok mladih jelenov«. V narečju Kagošime lokalna imena za mesto vključujejo »かごっま (Kagoma)«, »かごんま (Kagonma)«, »かごいま (Kagoima)« in »かごひま (Kagohima)«.

### Druga svetovna vojna
V noči na 17. junij 1945 je 314. obstreljevalno krilo vojaškega letalskega korpusa (120 B-29) odvrglo 809,6 ton zažigalnih in kasetnih bomb ter uničilo 5,46 km2 Kagošime (44,1 odstotka pozidanega območja). Kagošima je bila tarča zaradi močno razširjenega mornariškega pristanišča in položaja železniške postaje. En sam B-29 je bil izgubljen v neznanih okoliščinah. Območno bombardiranje je bilo izbrano namesto natančnega bombardiranja zaradi oblačnega vremena nad Japonsko sredi junija. Letala so bila prisiljena krmariti in bombardirati izključno z radarjem.
Japonska obveščevalna služba je napovedala, da bodo zavezniške sile napadle Kagošimo in območja zaliva Ariake v južnem Kjušuju, da bi pridobile pomorske in zračne baze za napad na Tokio.
- Okrožje Tarumiza v Kagošimi gori po letalskih napadih B-29 na mesto, 17. junija 1945
- Bombardirane ruševine stanovanjskega območja Kagošime s Sakuradžimo v ozadju, 1. november 1945

### Upravne enote
- 1. avgusta 1934 – vasi Jošino, Nakagōriu in Nišitakeda, vse iz okrožja Kagošima, so bile združene v Kagošimo.[5]
- 1. oktobra 1950 – vasi Išiki in Higašisakuradžima (obe iz okrožja Kagošima) sta bili združeni v Kagošimo.
- 29. aprila 1967 – mesti Kagošima in Tanidžama sta bili združeni in postali mesti nova Kagošima.[6]
- 1. novembra 2004 – mesti Jošida in Sakuradžima (obe iz okrožja Kagošima); mesti Macumoto in Korijama (obe iz okrožja Hioki); in mesto Kire (iz okrožja Ibusuki) so bila združena v Kagošimo.

## Geografija
Največji del mestnega območja je na zahodni obali (polotok Sacuma) zaliva Kagošima, ki se zareže 70 km globoko v otok. V sredini, vzhodno od središča mesta, je vulkan Sakuradžima. Ob vznožju aktivnega vulkana so drugi deli mesta. Vulkan izpušča pepel v neenakomernih intervalih, kar obremenjuje infrastrukturo in ljudi.
Mesto Kagošima je od letališča Kagošima oddaljeno približno 40 minut in ima nakupovalna okrožja in nakupovalna središča, ki so povsod po mestu. Možnosti prevoza v mestu vključujejo Šinkansen (hitri vlak), lokalni vlak, mestne tramvaje, avtobuse in trajekte v in iz Sakuradžime. Velik in sodoben mestni akvarij Kagošima, ki je  v bližini trajektnega terminala Sakuradžima, je bil ustanovljen leta 1997 ob dokih in ponuja neposreden pogled na Sakuradžimo. Eden najboljših krajev za ogled mesta je s panoramskega kolesa Amuran na vrhu Amu Plaza Kagošima in nakupovalnega središča, pritrjenega na osrednjo postajo Kagošima-Čūō. Tik pred mestom je japonski vrt Sengan-en iz zgodnjega obdobja Edo. Vrt je bil prvotno vila, ki je pripadala klanu Šimazu in ga še danes vzdržujejo potomci. Zunaj vrta je tovarna rezanega stekla Sacuma »kiriko«, kjer so obiskovalci dobrodošli, da si ogledajo postopke pihanja in rezanja stekla in muzej Šoko Šūseikan, ki je bil zgrajen leta 1865 in leta 1959 registriran kot nacionalno zgodovinsko mesto. Nekdanji Šuseikan industrijski kompleks in nekdanja strojna tovarna sta bila predložena na Unescov seznam svetovne dediščine kot del skupinskega seznama z naslovom Sodobna industrijska dediščina v prefekturi Kjušu in Jamaguči.
- Sakuradžima: vulkan nad Kagošimo
- Mestno območje okoli postaje Kagošima-Čūō s Šinkansenom (hitri vlak)
- Tramvajska postaja Kajijačō s hrbtno stranjo proti stavbi postaje Kagošima-Čūō s panoramskim kolesom
- Tenmonkan nakupovalna arkada
- Mestna hiša
- Reka Kocukiki teče skozi mesto Kagošima
- Mestni akvarij Kagošima in trajektni terminal Sakuradžima
- Slika, posneta z Mednarodne vesoljske postaje, ki prikazuje Kagošimo in njeno okolico 10. januarja 2013

### Podnebje
Kagošima ima vlažno subtropsko podnebje (Köppnova podnebna klasifikacija Cfa), ki ima najvišjo povprečno letno temperaturo in povprečno zimsko temperaturo v celinski Japonski. Zaznamujejo jo mile, relativno suhe zime; topli, vlažni izviri; vroča, vlažna poletja; in mile, razmeroma suhe jeseni.

## Demografija
Od 1. januarja 2020 ima mesto Kagošima ocenjeno 595.049 prebivalcev in gostoto prebivalstva 1087 oseb na km². Skupna površina je 547,58 km². Glede na izdajo povzetka prefekture Kagošima iz aprila 2014, ki jo je izdal oddelek za načrtovanje in promocijo prefekture Kagošima, je v prefekturi na splošno živelo 1.680.319 prebivalcev. Skupna površina mesta se je med letoma 2003 in 2005 skoraj podvojila zaradi petih mest: mest Kōrijama in Macumoto (obe iz okrožja Hioki), mesta Kire (iz okrožja Ibusuki) ter mest Sakuradžima in Jošida (obe iz okrožja Kagošima). Vsa območja so bila 1. novembra 2004 združena v mesto Kagošima.

## Znamenitosti
- Park Išibaši
- Mestni akvarij Kagošima
- Botanični vrt Kagošima
- Muzej obnove Meidži
- Japonski vrt Sengan-en

## Pobratena mesta
Kagošima je pobratena z:
- Čangša, Kitajska (1982)
- Miami, ZDA (1990)
- Neapelj, Italija (1960)
- Perth, Avstralija (1974)
- Csuruoka, Japonska (1969)

- Neapeljska ulica v Kagošimi
- Perthska ulica
- Ulica Miami
- Kjogecu-Tei v Kagošimi Spomin na odnos med mestom prijateljstva in Čangša